# Franz Sackmann
Franz Sackmann (Brannenburg, 12 luglio 1888 – Kaiserslautern, 22 febbraio 1927) è stato un compositore di scacchi tedesco.
Studiò al Politecnico di Monaco e lavorò come ingegnere in uno stabilimento metallurgico di Kaiserslautern.
Suo figlio con lo stesso nome (1920-2011) è stato un politico bavarese, presidente della CSU di Monaco e Segretario di Stato dell'economia del governo della Baviera dal 1966 al 1978. 
Compose circa 200 problemi, prevalentemente in tre e più mosse, e un centinaio di studi. Fu influenzato soprattutto da Johannes Kohtz e Carl Kockelkorn, i pionieri della scuola logica di composizione, e dal compositore Fritz Köhnlein.
Insieme a Theodor Gärtner e Otto Dehler compilò il volume Akademischer Schachklub München:  Festschrift zur Feier seines 25jährigen Bestehens (Monaco, 1911), pubblicato in occasione del 25º anniversario della fondazione del circolo scacchistico di Monaco, considerato un testo fondamentale della scuola logica di composizione.
Nel 1923 vinse il primo premio del Frankfurter Problemturnier nelle sezioni del due mosse, del tre mosse e del quattro mosse.
Prende il suo nome il "tema Sackmann" dei problemi in tre e più mosse:

«Un pezzo bianco può raggiungere una casa di una determinata linea, ma tale casa si rivela inidonea per realizzare il piano principale, a causa di scacchi, inchiodature o stalli. Il Bianco ricorre allora ad una manovra preventiva che gli permetterà di raggiungere la casa giusta della stessa linea».
Due suoi problemi:
|   | a | b | c | d | e | f | g | h |   |
| 8 | a8 cavallo del nero · d7 donna del bianco · d6 pedone del bianco · e6 alfiere del bianco · h6 re del bianco · a5 pedone del nero · g5 torre del bianco · a4 torre del bianco · b4 donna del nero · d4 re del nero · e3 pedone del nero · a2 cavallo del bianco · d2 pedone del nero · e2 pedone del nero · c1 cavallo del bianco | a8 cavallo del nero · d7 donna del bianco · d6 pedone del bianco · e6 alfiere del bianco · h6 re del bianco · a5 pedone del nero · g5 torre del bianco · a4 torre del bianco · b4 donna del nero · d4 re del nero · e3 pedone del nero · a2 cavallo del bianco · d2 pedone del nero · e2 pedone del nero · c1 cavallo del bianco | a8 cavallo del nero · d7 donna del bianco · d6 pedone del bianco · e6 alfiere del bianco · h6 re del bianco · a5 pedone del nero · g5 torre del bianco · a4 torre del bianco · b4 donna del nero · d4 re del nero · e3 pedone del nero · a2 cavallo del bianco · d2 pedone del nero · e2 pedone del nero · c1 cavallo del bianco | a8 cavallo del nero · d7 donna del bianco · d6 pedone del bianco · e6 alfiere del bianco · h6 re del bianco · a5 pedone del nero · g5 torre del bianco · a4 torre del bianco · b4 donna del nero · d4 re del nero · e3 pedone del nero · a2 cavallo del bianco · d2 pedone del nero · e2 pedone del nero · c1 cavallo del bianco | a8 cavallo del nero · d7 donna del bianco · d6 pedone del bianco · e6 alfiere del bianco · h6 re del bianco · a5 pedone del nero · g5 torre del bianco · a4 torre del bianco · b4 donna del nero · d4 re del nero · e3 pedone del nero · a2 cavallo del bianco · d2 pedone del nero · e2 pedone del nero · c1 cavallo del bianco | a8 cavallo del nero · d7 donna del bianco · d6 pedone del bianco · e6 alfiere del bianco · h6 re del bianco · a5 pedone del nero · g5 torre del bianco · a4 torre del bianco · b4 donna del nero · d4 re del nero · e3 pedone del nero · a2 cavallo del bianco · d2 pedone del nero · e2 pedone del nero · c1 cavallo del bianco | a8 cavallo del nero · d7 donna del bianco · d6 pedone del bianco · e6 alfiere del bianco · h6 re del bianco · a5 pedone del nero · g5 torre del bianco · a4 torre del bianco · b4 donna del nero · d4 re del nero · e3 pedone del nero · a2 cavallo del bianco · d2 pedone del nero · e2 pedone del nero · c1 cavallo del bianco | a8 cavallo del nero · d7 donna del bianco · d6 pedone del bianco · e6 alfiere del bianco · h6 re del bianco · a5 pedone del nero · g5 torre del bianco · a4 torre del bianco · b4 donna del nero · d4 re del nero · e3 pedone del nero · a2 cavallo del bianco · d2 pedone del nero · e2 pedone del nero · c1 cavallo del bianco | 8 |
| 7 | a8 cavallo del nero · d7 donna del bianco · d6 pedone del bianco · e6 alfiere del bianco · h6 re del bianco · a5 pedone del nero · g5 torre del bianco · a4 torre del bianco · b4 donna del nero · d4 re del nero · e3 pedone del nero · a2 cavallo del bianco · d2 pedone del nero · e2 pedone del nero · c1 cavallo del bianco | a8 cavallo del nero · d7 donna del bianco · d6 pedone del bianco · e6 alfiere del bianco · h6 re del bianco · a5 pedone del nero · g5 torre del bianco · a4 torre del bianco · b4 donna del nero · d4 re del nero · e3 pedone del nero · a2 cavallo del bianco · d2 pedone del nero · e2 pedone del nero · c1 cavallo del bianco | a8 cavallo del nero · d7 donna del bianco · d6 pedone del bianco · e6 alfiere del bianco · h6 re del bianco · a5 pedone del nero · g5 torre del bianco · a4 torre del bianco · b4 donna del nero · d4 re del nero · e3 pedone del nero · a2 cavallo del bianco · d2 pedone del nero · e2 pedone del nero · c1 cavallo del bianco | a8 cavallo del nero · d7 donna del bianco · d6 pedone del bianco · e6 alfiere del bianco · h6 re del bianco · a5 pedone del nero · g5 torre del bianco · a4 torre del bianco · b4 donna del nero · d4 re del nero · e3 pedone del nero · a2 cavallo del bianco · d2 pedone del nero · e2 pedone del nero · c1 cavallo del bianco | a8 cavallo del nero · d7 donna del bianco · d6 pedone del bianco · e6 alfiere del bianco · h6 re del bianco · a5 pedone del nero · g5 torre del bianco · a4 torre del bianco · b4 donna del nero · d4 re del nero · e3 pedone del nero · a2 cavallo del bianco · d2 pedone del nero · e2 pedone del nero · c1 cavallo del bianco | a8 cavallo del nero · d7 donna del bianco · d6 pedone del bianco · e6 alfiere del bianco · h6 re del bianco · a5 pedone del nero · g5 torre del bianco · a4 torre del bianco · b4 donna del nero · d4 re del nero · e3 pedone del nero · a2 cavallo del bianco · d2 pedone del nero · e2 pedone del nero · c1 cavallo del bianco | a8 cavallo del nero · d7 donna del bianco · d6 pedone del bianco · e6 alfiere del bianco · h6 re del bianco · a5 pedone del nero · g5 torre del bianco · a4 torre del bianco · b4 donna del nero · d4 re del nero · e3 pedone del nero · a2 cavallo del bianco · d2 pedone del nero · e2 pedone del nero · c1 cavallo del bianco | a8 cavallo del nero · d7 donna del bianco · d6 pedone del bianco · e6 alfiere del bianco · h6 re del bianco · a5 pedone del nero · g5 torre del bianco · a4 torre del bianco · b4 donna del nero · d4 re del nero · e3 pedone del nero · a2 cavallo del bianco · d2 pedone del nero · e2 pedone del nero · c1 cavallo del bianco | 7 |
| 6 | a8 cavallo del nero · d7 donna del bianco · d6 pedone del bianco · e6 alfiere del bianco · h6 re del bianco · a5 pedone del nero · g5 torre del bianco · a4 torre del bianco · b4 donna del nero · d4 re del nero · e3 pedone del nero · a2 cavallo del bianco · d2 pedone del nero · e2 pedone del nero · c1 cavallo del bianco | a8 cavallo del nero · d7 donna del bianco · d6 pedone del bianco · e6 alfiere del bianco · h6 re del bianco · a5 pedone del nero · g5 torre del bianco · a4 torre del bianco · b4 donna del nero · d4 re del nero · e3 pedone del nero · a2 cavallo del bianco · d2 pedone del nero · e2 pedone del nero · c1 cavallo del bianco | a8 cavallo del nero · d7 donna del bianco · d6 pedone del bianco · e6 alfiere del bianco · h6 re del bianco · a5 pedone del nero · g5 torre del bianco · a4 torre del bianco · b4 donna del nero · d4 re del nero · e3 pedone del nero · a2 cavallo del bianco · d2 pedone del nero · e2 pedone del nero · c1 cavallo del bianco | a8 cavallo del nero · d7 donna del bianco · d6 pedone del bianco · e6 alfiere del bianco · h6 re del bianco · a5 pedone del nero · g5 torre del bianco · a4 torre del bianco · b4 donna del nero · d4 re del nero · e3 pedone del nero · a2 cavallo del bianco · d2 pedone del nero · e2 pedone del nero · c1 cavallo del bianco | a8 cavallo del nero · d7 donna del bianco · d6 pedone del bianco · e6 alfiere del bianco · h6 re del bianco · a5 pedone del nero · g5 torre del bianco · a4 torre del bianco · b4 donna del nero · d4 re del nero · e3 pedone del nero · a2 cavallo del bianco · d2 pedone del nero · e2 pedone del nero · c1 cavallo del bianco | a8 cavallo del nero · d7 donna del bianco · d6 pedone del bianco · e6 alfiere del bianco · h6 re del bianco · a5 pedone del nero · g5 torre del bianco · a4 torre del bianco · b4 donna del nero · d4 re del nero · e3 pedone del nero · a2 cavallo del bianco · d2 pedone del nero · e2 pedone del nero · c1 cavallo del bianco | a8 cavallo del nero · d7 donna del bianco · d6 pedone del bianco · e6 alfiere del bianco · h6 re del bianco · a5 pedone del nero · g5 torre del bianco · a4 torre del bianco · b4 donna del nero · d4 re del nero · e3 pedone del nero · a2 cavallo del bianco · d2 pedone del nero · e2 pedone del nero · c1 cavallo del bianco | a8 cavallo del nero · d7 donna del bianco · d6 pedone del bianco · e6 alfiere del bianco · h6 re del bianco · a5 pedone del nero · g5 torre del bianco · a4 torre del bianco · b4 donna del nero · d4 re del nero · e3 pedone del nero · a2 cavallo del bianco · d2 pedone del nero · e2 pedone del nero · c1 cavallo del bianco | 6 |
| 5 | a8 cavallo del nero · d7 donna del bianco · d6 pedone del bianco · e6 alfiere del bianco · h6 re del bianco · a5 pedone del nero · g5 torre del bianco · a4 torre del bianco · b4 donna del nero · d4 re del nero · e3 pedone del nero · a2 cavallo del bianco · d2 pedone del nero · e2 pedone del nero · c1 cavallo del bianco | a8 cavallo del nero · d7 donna del bianco · d6 pedone del bianco · e6 alfiere del bianco · h6 re del bianco · a5 pedone del nero · g5 torre del bianco · a4 torre del bianco · b4 donna del nero · d4 re del nero · e3 pedone del nero · a2 cavallo del bianco · d2 pedone del nero · e2 pedone del nero · c1 cavallo del bianco | a8 cavallo del nero · d7 donna del bianco · d6 pedone del bianco · e6 alfiere del bianco · h6 re del bianco · a5 pedone del nero · g5 torre del bianco · a4 torre del bianco · b4 donna del nero · d4 re del nero · e3 pedone del nero · a2 cavallo del bianco · d2 pedone del nero · e2 pedone del nero · c1 cavallo del bianco | a8 cavallo del nero · d7 donna del bianco · d6 pedone del bianco · e6 alfiere del bianco · h6 re del bianco · a5 pedone del nero · g5 torre del bianco · a4 torre del bianco · b4 donna del nero · d4 re del nero · e3 pedone del nero · a2 cavallo del bianco · d2 pedone del nero · e2 pedone del nero · c1 cavallo del bianco | a8 cavallo del nero · d7 donna del bianco · d6 pedone del bianco · e6 alfiere del bianco · h6 re del bianco · a5 pedone del nero · g5 torre del bianco · a4 torre del bianco · b4 donna del nero · d4 re del nero · e3 pedone del nero · a2 cavallo del bianco · d2 pedone del nero · e2 pedone del nero · c1 cavallo del bianco | a8 cavallo del nero · d7 donna del bianco · d6 pedone del bianco · e6 alfiere del bianco · h6 re del bianco · a5 pedone del nero · g5 torre del bianco · a4 torre del bianco · b4 donna del nero · d4 re del nero · e3 pedone del nero · a2 cavallo del bianco · d2 pedone del nero · e2 pedone del nero · c1 cavallo del bianco | a8 cavallo del nero · d7 donna del bianco · d6 pedone del bianco · e6 alfiere del bianco · h6 re del bianco · a5 pedone del nero · g5 torre del bianco · a4 torre del bianco · b4 donna del nero · d4 re del nero · e3 pedone del nero · a2 cavallo del bianco · d2 pedone del nero · e2 pedone del nero · c1 cavallo del bianco | a8 cavallo del nero · d7 donna del bianco · d6 pedone del bianco · e6 alfiere del bianco · h6 re del bianco · a5 pedone del nero · g5 torre del bianco · a4 torre del bianco · b4 donna del nero · d4 re del nero · e3 pedone del nero · a2 cavallo del bianco · d2 pedone del nero · e2 pedone del nero · c1 cavallo del bianco | 5 |
| 4 | a8 cavallo del nero · d7 donna del bianco · d6 pedone del bianco · e6 alfiere del bianco · h6 re del bianco · a5 pedone del nero · g5 torre del bianco · a4 torre del bianco · b4 donna del nero · d4 re del nero · e3 pedone del nero · a2 cavallo del bianco · d2 pedone del nero · e2 pedone del nero · c1 cavallo del bianco | a8 cavallo del nero · d7 donna del bianco · d6 pedone del bianco · e6 alfiere del bianco · h6 re del bianco · a5 pedone del nero · g5 torre del bianco · a4 torre del bianco · b4 donna del nero · d4 re del nero · e3 pedone del nero · a2 cavallo del bianco · d2 pedone del nero · e2 pedone del nero · c1 cavallo del bianco | a8 cavallo del nero · d7 donna del bianco · d6 pedone del bianco · e6 alfiere del bianco · h6 re del bianco · a5 pedone del nero · g5 torre del bianco · a4 torre del bianco · b4 donna del nero · d4 re del nero · e3 pedone del nero · a2 cavallo del bianco · d2 pedone del nero · e2 pedone del nero · c1 cavallo del bianco | a8 cavallo del nero · d7 donna del bianco · d6 pedone del bianco · e6 alfiere del bianco · h6 re del bianco · a5 pedone del nero · g5 torre del bianco · a4 torre del bianco · b4 donna del nero · d4 re del nero · e3 pedone del nero · a2 cavallo del bianco · d2 pedone del nero · e2 pedone del nero · c1 cavallo del bianco | a8 cavallo del nero · d7 donna del bianco · d6 pedone del bianco · e6 alfiere del bianco · h6 re del bianco · a5 pedone del nero · g5 torre del bianco · a4 torre del bianco · b4 donna del nero · d4 re del nero · e3 pedone del nero · a2 cavallo del bianco · d2 pedone del nero · e2 pedone del nero · c1 cavallo del bianco | a8 cavallo del nero · d7 donna del bianco · d6 pedone del bianco · e6 alfiere del bianco · h6 re del bianco · a5 pedone del nero · g5 torre del bianco · a4 torre del bianco · b4 donna del nero · d4 re del nero · e3 pedone del nero · a2 cavallo del bianco · d2 pedone del nero · e2 pedone del nero · c1 cavallo del bianco | a8 cavallo del nero · d7 donna del bianco · d6 pedone del bianco · e6 alfiere del bianco · h6 re del bianco · a5 pedone del nero · g5 torre del bianco · a4 torre del bianco · b4 donna del nero · d4 re del nero · e3 pedone del nero · a2 cavallo del bianco · d2 pedone del nero · e2 pedone del nero · c1 cavallo del bianco | a8 cavallo del nero · d7 donna del bianco · d6 pedone del bianco · e6 alfiere del bianco · h6 re del bianco · a5 pedone del nero · g5 torre del bianco · a4 torre del bianco · b4 donna del nero · d4 re del nero · e3 pedone del nero · a2 cavallo del bianco · d2 pedone del nero · e2 pedone del nero · c1 cavallo del bianco | 4 |
| 3 | a8 cavallo del nero · d7 donna del bianco · d6 pedone del bianco · e6 alfiere del bianco · h6 re del bianco · a5 pedone del nero · g5 torre del bianco · a4 torre del bianco · b4 donna del nero · d4 re del nero · e3 pedone del nero · a2 cavallo del bianco · d2 pedone del nero · e2 pedone del nero · c1 cavallo del bianco | a8 cavallo del nero · d7 donna del bianco · d6 pedone del bianco · e6 alfiere del bianco · h6 re del bianco · a5 pedone del nero · g5 torre del bianco · a4 torre del bianco · b4 donna del nero · d4 re del nero · e3 pedone del nero · a2 cavallo del bianco · d2 pedone del nero · e2 pedone del nero · c1 cavallo del bianco | a8 cavallo del nero · d7 donna del bianco · d6 pedone del bianco · e6 alfiere del bianco · h6 re del bianco · a5 pedone del nero · g5 torre del bianco · a4 torre del bianco · b4 donna del nero · d4 re del nero · e3 pedone del nero · a2 cavallo del bianco · d2 pedone del nero · e2 pedone del nero · c1 cavallo del bianco | a8 cavallo del nero · d7 donna del bianco · d6 pedone del bianco · e6 alfiere del bianco · h6 re del bianco · a5 pedone del nero · g5 torre del bianco · a4 torre del bianco · b4 donna del nero · d4 re del nero · e3 pedone del nero · a2 cavallo del bianco · d2 pedone del nero · e2 pedone del nero · c1 cavallo del bianco | a8 cavallo del nero · d7 donna del bianco · d6 pedone del bianco · e6 alfiere del bianco · h6 re del bianco · a5 pedone del nero · g5 torre del bianco · a4 torre del bianco · b4 donna del nero · d4 re del nero · e3 pedone del nero · a2 cavallo del bianco · d2 pedone del nero · e2 pedone del nero · c1 cavallo del bianco | a8 cavallo del nero · d7 donna del bianco · d6 pedone del bianco · e6 alfiere del bianco · h6 re del bianco · a5 pedone del nero · g5 torre del bianco · a4 torre del bianco · b4 donna del nero · d4 re del nero · e3 pedone del nero · a2 cavallo del bianco · d2 pedone del nero · e2 pedone del nero · c1 cavallo del bianco | a8 cavallo del nero · d7 donna del bianco · d6 pedone del bianco · e6 alfiere del bianco · h6 re del bianco · a5 pedone del nero · g5 torre del bianco · a4 torre del bianco · b4 donna del nero · d4 re del nero · e3 pedone del nero · a2 cavallo del bianco · d2 pedone del nero · e2 pedone del nero · c1 cavallo del bianco | a8 cavallo del nero · d7 donna del bianco · d6 pedone del bianco · e6 alfiere del bianco · h6 re del bianco · a5 pedone del nero · g5 torre del bianco · a4 torre del bianco · b4 donna del nero · d4 re del nero · e3 pedone del nero · a2 cavallo del bianco · d2 pedone del nero · e2 pedone del nero · c1 cavallo del bianco | 3 |
| 2 | a8 cavallo del nero · d7 donna del bianco · d6 pedone del bianco · e6 alfiere del bianco · h6 re del bianco · a5 pedone del nero · g5 torre del bianco · a4 torre del bianco · b4 donna del nero · d4 re del nero · e3 pedone del nero · a2 cavallo del bianco · d2 pedone del nero · e2 pedone del nero · c1 cavallo del bianco | a8 cavallo del nero · d7 donna del bianco · d6 pedone del bianco · e6 alfiere del bianco · h6 re del bianco · a5 pedone del nero · g5 torre del bianco · a4 torre del bianco · b4 donna del nero · d4 re del nero · e3 pedone del nero · a2 cavallo del bianco · d2 pedone del nero · e2 pedone del nero · c1 cavallo del bianco | a8 cavallo del nero · d7 donna del bianco · d6 pedone del bianco · e6 alfiere del bianco · h6 re del bianco · a5 pedone del nero · g5 torre del bianco · a4 torre del bianco · b4 donna del nero · d4 re del nero · e3 pedone del nero · a2 cavallo del bianco · d2 pedone del nero · e2 pedone del nero · c1 cavallo del bianco | a8 cavallo del nero · d7 donna del bianco · d6 pedone del bianco · e6 alfiere del bianco · h6 re del bianco · a5 pedone del nero · g5 torre del bianco · a4 torre del bianco · b4 donna del nero · d4 re del nero · e3 pedone del nero · a2 cavallo del bianco · d2 pedone del nero · e2 pedone del nero · c1 cavallo del bianco | a8 cavallo del nero · d7 donna del bianco · d6 pedone del bianco · e6 alfiere del bianco · h6 re del bianco · a5 pedone del nero · g5 torre del bianco · a4 torre del bianco · b4 donna del nero · d4 re del nero · e3 pedone del nero · a2 cavallo del bianco · d2 pedone del nero · e2 pedone del nero · c1 cavallo del bianco | a8 cavallo del nero · d7 donna del bianco · d6 pedone del bianco · e6 alfiere del bianco · h6 re del bianco · a5 pedone del nero · g5 torre del bianco · a4 torre del bianco · b4 donna del nero · d4 re del nero · e3 pedone del nero · a2 cavallo del bianco · d2 pedone del nero · e2 pedone del nero · c1 cavallo del bianco | a8 cavallo del nero · d7 donna del bianco · d6 pedone del bianco · e6 alfiere del bianco · h6 re del bianco · a5 pedone del nero · g5 torre del bianco · a4 torre del bianco · b4 donna del nero · d4 re del nero · e3 pedone del nero · a2 cavallo del bianco · d2 pedone del nero · e2 pedone del nero · c1 cavallo del bianco | a8 cavallo del nero · d7 donna del bianco · d6 pedone del bianco · e6 alfiere del bianco · h6 re del bianco · a5 pedone del nero · g5 torre del bianco · a4 torre del bianco · b4 donna del nero · d4 re del nero · e3 pedone del nero · a2 cavallo del bianco · d2 pedone del nero · e2 pedone del nero · c1 cavallo del bianco | 2 |
| 1 | a8 cavallo del nero · d7 donna del bianco · d6 pedone del bianco · e6 alfiere del bianco · h6 re del bianco · a5 pedone del nero · g5 torre del bianco · a4 torre del bianco · b4 donna del nero · d4 re del nero · e3 pedone del nero · a2 cavallo del bianco · d2 pedone del nero · e2 pedone del nero · c1 cavallo del bianco | a8 cavallo del nero · d7 donna del bianco · d6 pedone del bianco · e6 alfiere del bianco · h6 re del bianco · a5 pedone del nero · g5 torre del bianco · a4 torre del bianco · b4 donna del nero · d4 re del nero · e3 pedone del nero · a2 cavallo del bianco · d2 pedone del nero · e2 pedone del nero · c1 cavallo del bianco | a8 cavallo del nero · d7 donna del bianco · d6 pedone del bianco · e6 alfiere del bianco · h6 re del bianco · a5 pedone del nero · g5 torre del bianco · a4 torre del bianco · b4 donna del nero · d4 re del nero · e3 pedone del nero · a2 cavallo del bianco · d2 pedone del nero · e2 pedone del nero · c1 cavallo del bianco | a8 cavallo del nero · d7 donna del bianco · d6 pedone del bianco · e6 alfiere del bianco · h6 re del bianco · a5 pedone del nero · g5 torre del bianco · a4 torre del bianco · b4 donna del nero · d4 re del nero · e3 pedone del nero · a2 cavallo del bianco · d2 pedone del nero · e2 pedone del nero · c1 cavallo del bianco | a8 cavallo del nero · d7 donna del bianco · d6 pedone del bianco · e6 alfiere del bianco · h6 re del bianco · a5 pedone del nero · g5 torre del bianco · a4 torre del bianco · b4 donna del nero · d4 re del nero · e3 pedone del nero · a2 cavallo del bianco · d2 pedone del nero · e2 pedone del nero · c1 cavallo del bianco | a8 cavallo del nero · d7 donna del bianco · d6 pedone del bianco · e6 alfiere del bianco · h6 re del bianco · a5 pedone del nero · g5 torre del bianco · a4 torre del bianco · b4 donna del nero · d4 re del nero · e3 pedone del nero · a2 cavallo del bianco · d2 pedone del nero · e2 pedone del nero · c1 cavallo del bianco | a8 cavallo del nero · d7 donna del bianco · d6 pedone del bianco · e6 alfiere del bianco · h6 re del bianco · a5 pedone del nero · g5 torre del bianco · a4 torre del bianco · b4 donna del nero · d4 re del nero · e3 pedone del nero · a2 cavallo del bianco · d2 pedone del nero · e2 pedone del nero · c1 cavallo del bianco | a8 cavallo del nero · d7 donna del bianco · d6 pedone del bianco · e6 alfiere del bianco · h6 re del bianco · a5 pedone del nero · g5 torre del bianco · a4 torre del bianco · b4 donna del nero · d4 re del nero · e3 pedone del nero · a2 cavallo del bianco · d2 pedone del nero · e2 pedone del nero · c1 cavallo del bianco | 1 |
|   | a | b | c | d | e | f | g | h |   |

|   | a | b | c | d | e | f | g | h |   |
| 8 | a8 donna del bianco · g8 cavallo del nero · g6 pedone del nero · h6 torre del nero · c5 alfiere del nero · f5 pedone del bianco · e4 cavallo del bianco · f4 cavallo del bianco · g4 alfiere del bianco · h4 re del nero · b3 re del bianco · d3 pedone del nero · f3 pedone del bianco · b2 cavallo del nero · c2 pedone del bianco · d2 torre del nero · h2 pedone del bianco | a8 donna del bianco · g8 cavallo del nero · g6 pedone del nero · h6 torre del nero · c5 alfiere del nero · f5 pedone del bianco · e4 cavallo del bianco · f4 cavallo del bianco · g4 alfiere del bianco · h4 re del nero · b3 re del bianco · d3 pedone del nero · f3 pedone del bianco · b2 cavallo del nero · c2 pedone del bianco · d2 torre del nero · h2 pedone del bianco | a8 donna del bianco · g8 cavallo del nero · g6 pedone del nero · h6 torre del nero · c5 alfiere del nero · f5 pedone del bianco · e4 cavallo del bianco · f4 cavallo del bianco · g4 alfiere del bianco · h4 re del nero · b3 re del bianco · d3 pedone del nero · f3 pedone del bianco · b2 cavallo del nero · c2 pedone del bianco · d2 torre del nero · h2 pedone del bianco | a8 donna del bianco · g8 cavallo del nero · g6 pedone del nero · h6 torre del nero · c5 alfiere del nero · f5 pedone del bianco · e4 cavallo del bianco · f4 cavallo del bianco · g4 alfiere del bianco · h4 re del nero · b3 re del bianco · d3 pedone del nero · f3 pedone del bianco · b2 cavallo del nero · c2 pedone del bianco · d2 torre del nero · h2 pedone del bianco | a8 donna del bianco · g8 cavallo del nero · g6 pedone del nero · h6 torre del nero · c5 alfiere del nero · f5 pedone del bianco · e4 cavallo del bianco · f4 cavallo del bianco · g4 alfiere del bianco · h4 re del nero · b3 re del bianco · d3 pedone del nero · f3 pedone del bianco · b2 cavallo del nero · c2 pedone del bianco · d2 torre del nero · h2 pedone del bianco | a8 donna del bianco · g8 cavallo del nero · g6 pedone del nero · h6 torre del nero · c5 alfiere del nero · f5 pedone del bianco · e4 cavallo del bianco · f4 cavallo del bianco · g4 alfiere del bianco · h4 re del nero · b3 re del bianco · d3 pedone del nero · f3 pedone del bianco · b2 cavallo del nero · c2 pedone del bianco · d2 torre del nero · h2 pedone del bianco | a8 donna del bianco · g8 cavallo del nero · g6 pedone del nero · h6 torre del nero · c5 alfiere del nero · f5 pedone del bianco · e4 cavallo del bianco · f4 cavallo del bianco · g4 alfiere del bianco · h4 re del nero · b3 re del bianco · d3 pedone del nero · f3 pedone del bianco · b2 cavallo del nero · c2 pedone del bianco · d2 torre del nero · h2 pedone del bianco | a8 donna del bianco · g8 cavallo del nero · g6 pedone del nero · h6 torre del nero · c5 alfiere del nero · f5 pedone del bianco · e4 cavallo del bianco · f4 cavallo del bianco · g4 alfiere del bianco · h4 re del nero · b3 re del bianco · d3 pedone del nero · f3 pedone del bianco · b2 cavallo del nero · c2 pedone del bianco · d2 torre del nero · h2 pedone del bianco | 8 |
| 7 | a8 donna del bianco · g8 cavallo del nero · g6 pedone del nero · h6 torre del nero · c5 alfiere del nero · f5 pedone del bianco · e4 cavallo del bianco · f4 cavallo del bianco · g4 alfiere del bianco · h4 re del nero · b3 re del bianco · d3 pedone del nero · f3 pedone del bianco · b2 cavallo del nero · c2 pedone del bianco · d2 torre del nero · h2 pedone del bianco | a8 donna del bianco · g8 cavallo del nero · g6 pedone del nero · h6 torre del nero · c5 alfiere del nero · f5 pedone del bianco · e4 cavallo del bianco · f4 cavallo del bianco · g4 alfiere del bianco · h4 re del nero · b3 re del bianco · d3 pedone del nero · f3 pedone del bianco · b2 cavallo del nero · c2 pedone del bianco · d2 torre del nero · h2 pedone del bianco | a8 donna del bianco · g8 cavallo del nero · g6 pedone del nero · h6 torre del nero · c5 alfiere del nero · f5 pedone del bianco · e4 cavallo del bianco · f4 cavallo del bianco · g4 alfiere del bianco · h4 re del nero · b3 re del bianco · d3 pedone del nero · f3 pedone del bianco · b2 cavallo del nero · c2 pedone del bianco · d2 torre del nero · h2 pedone del bianco | a8 donna del bianco · g8 cavallo del nero · g6 pedone del nero · h6 torre del nero · c5 alfiere del nero · f5 pedone del bianco · e4 cavallo del bianco · f4 cavallo del bianco · g4 alfiere del bianco · h4 re del nero · b3 re del bianco · d3 pedone del nero · f3 pedone del bianco · b2 cavallo del nero · c2 pedone del bianco · d2 torre del nero · h2 pedone del bianco | a8 donna del bianco · g8 cavallo del nero · g6 pedone del nero · h6 torre del nero · c5 alfiere del nero · f5 pedone del bianco · e4 cavallo del bianco · f4 cavallo del bianco · g4 alfiere del bianco · h4 re del nero · b3 re del bianco · d3 pedone del nero · f3 pedone del bianco · b2 cavallo del nero · c2 pedone del bianco · d2 torre del nero · h2 pedone del bianco | a8 donna del bianco · g8 cavallo del nero · g6 pedone del nero · h6 torre del nero · c5 alfiere del nero · f5 pedone del bianco · e4 cavallo del bianco · f4 cavallo del bianco · g4 alfiere del bianco · h4 re del nero · b3 re del bianco · d3 pedone del nero · f3 pedone del bianco · b2 cavallo del nero · c2 pedone del bianco · d2 torre del nero · h2 pedone del bianco | a8 donna del bianco · g8 cavallo del nero · g6 pedone del nero · h6 torre del nero · c5 alfiere del nero · f5 pedone del bianco · e4 cavallo del bianco · f4 cavallo del bianco · g4 alfiere del bianco · h4 re del nero · b3 re del bianco · d3 pedone del nero · f3 pedone del bianco · b2 cavallo del nero · c2 pedone del bianco · d2 torre del nero · h2 pedone del bianco | a8 donna del bianco · g8 cavallo del nero · g6 pedone del nero · h6 torre del nero · c5 alfiere del nero · f5 pedone del bianco · e4 cavallo del bianco · f4 cavallo del bianco · g4 alfiere del bianco · h4 re del nero · b3 re del bianco · d3 pedone del nero · f3 pedone del bianco · b2 cavallo del nero · c2 pedone del bianco · d2 torre del nero · h2 pedone del bianco | 7 |
| 6 | a8 donna del bianco · g8 cavallo del nero · g6 pedone del nero · h6 torre del nero · c5 alfiere del nero · f5 pedone del bianco · e4 cavallo del bianco · f4 cavallo del bianco · g4 alfiere del bianco · h4 re del nero · b3 re del bianco · d3 pedone del nero · f3 pedone del bianco · b2 cavallo del nero · c2 pedone del bianco · d2 torre del nero · h2 pedone del bianco | a8 donna del bianco · g8 cavallo del nero · g6 pedone del nero · h6 torre del nero · c5 alfiere del nero · f5 pedone del bianco · e4 cavallo del bianco · f4 cavallo del bianco · g4 alfiere del bianco · h4 re del nero · b3 re del bianco · d3 pedone del nero · f3 pedone del bianco · b2 cavallo del nero · c2 pedone del bianco · d2 torre del nero · h2 pedone del bianco | a8 donna del bianco · g8 cavallo del nero · g6 pedone del nero · h6 torre del nero · c5 alfiere del nero · f5 pedone del bianco · e4 cavallo del bianco · f4 cavallo del bianco · g4 alfiere del bianco · h4 re del nero · b3 re del bianco · d3 pedone del nero · f3 pedone del bianco · b2 cavallo del nero · c2 pedone del bianco · d2 torre del nero · h2 pedone del bianco | a8 donna del bianco · g8 cavallo del nero · g6 pedone del nero · h6 torre del nero · c5 alfiere del nero · f5 pedone del bianco · e4 cavallo del bianco · f4 cavallo del bianco · g4 alfiere del bianco · h4 re del nero · b3 re del bianco · d3 pedone del nero · f3 pedone del bianco · b2 cavallo del nero · c2 pedone del bianco · d2 torre del nero · h2 pedone del bianco | a8 donna del bianco · g8 cavallo del nero · g6 pedone del nero · h6 torre del nero · c5 alfiere del nero · f5 pedone del bianco · e4 cavallo del bianco · f4 cavallo del bianco · g4 alfiere del bianco · h4 re del nero · b3 re del bianco · d3 pedone del nero · f3 pedone del bianco · b2 cavallo del nero · c2 pedone del bianco · d2 torre del nero · h2 pedone del bianco | a8 donna del bianco · g8 cavallo del nero · g6 pedone del nero · h6 torre del nero · c5 alfiere del nero · f5 pedone del bianco · e4 cavallo del bianco · f4 cavallo del bianco · g4 alfiere del bianco · h4 re del nero · b3 re del bianco · d3 pedone del nero · f3 pedone del bianco · b2 cavallo del nero · c2 pedone del bianco · d2 torre del nero · h2 pedone del bianco | a8 donna del bianco · g8 cavallo del nero · g6 pedone del nero · h6 torre del nero · c5 alfiere del nero · f5 pedone del bianco · e4 cavallo del bianco · f4 cavallo del bianco · g4 alfiere del bianco · h4 re del nero · b3 re del bianco · d3 pedone del nero · f3 pedone del bianco · b2 cavallo del nero · c2 pedone del bianco · d2 torre del nero · h2 pedone del bianco | a8 donna del bianco · g8 cavallo del nero · g6 pedone del nero · h6 torre del nero · c5 alfiere del nero · f5 pedone del bianco · e4 cavallo del bianco · f4 cavallo del bianco · g4 alfiere del bianco · h4 re del nero · b3 re del bianco · d3 pedone del nero · f3 pedone del bianco · b2 cavallo del nero · c2 pedone del bianco · d2 torre del nero · h2 pedone del bianco | 6 |
| 5 | a8 donna del bianco · g8 cavallo del nero · g6 pedone del nero · h6 torre del nero · c5 alfiere del nero · f5 pedone del bianco · e4 cavallo del bianco · f4 cavallo del bianco · g4 alfiere del bianco · h4 re del nero · b3 re del bianco · d3 pedone del nero · f3 pedone del bianco · b2 cavallo del nero · c2 pedone del bianco · d2 torre del nero · h2 pedone del bianco | a8 donna del bianco · g8 cavallo del nero · g6 pedone del nero · h6 torre del nero · c5 alfiere del nero · f5 pedone del bianco · e4 cavallo del bianco · f4 cavallo del bianco · g4 alfiere del bianco · h4 re del nero · b3 re del bianco · d3 pedone del nero · f3 pedone del bianco · b2 cavallo del nero · c2 pedone del bianco · d2 torre del nero · h2 pedone del bianco | a8 donna del bianco · g8 cavallo del nero · g6 pedone del nero · h6 torre del nero · c5 alfiere del nero · f5 pedone del bianco · e4 cavallo del bianco · f4 cavallo del bianco · g4 alfiere del bianco · h4 re del nero · b3 re del bianco · d3 pedone del nero · f3 pedone del bianco · b2 cavallo del nero · c2 pedone del bianco · d2 torre del nero · h2 pedone del bianco | a8 donna del bianco · g8 cavallo del nero · g6 pedone del nero · h6 torre del nero · c5 alfiere del nero · f5 pedone del bianco · e4 cavallo del bianco · f4 cavallo del bianco · g4 alfiere del bianco · h4 re del nero · b3 re del bianco · d3 pedone del nero · f3 pedone del bianco · b2 cavallo del nero · c2 pedone del bianco · d2 torre del nero · h2 pedone del bianco | a8 donna del bianco · g8 cavallo del nero · g6 pedone del nero · h6 torre del nero · c5 alfiere del nero · f5 pedone del bianco · e4 cavallo del bianco · f4 cavallo del bianco · g4 alfiere del bianco · h4 re del nero · b3 re del bianco · d3 pedone del nero · f3 pedone del bianco · b2 cavallo del nero · c2 pedone del bianco · d2 torre del nero · h2 pedone del bianco | a8 donna del bianco · g8 cavallo del nero · g6 pedone del nero · h6 torre del nero · c5 alfiere del nero · f5 pedone del bianco · e4 cavallo del bianco · f4 cavallo del bianco · g4 alfiere del bianco · h4 re del nero · b3 re del bianco · d3 pedone del nero · f3 pedone del bianco · b2 cavallo del nero · c2 pedone del bianco · d2 torre del nero · h2 pedone del bianco | a8 donna del bianco · g8 cavallo del nero · g6 pedone del nero · h6 torre del nero · c5 alfiere del nero · f5 pedone del bianco · e4 cavallo del bianco · f4 cavallo del bianco · g4 alfiere del bianco · h4 re del nero · b3 re del bianco · d3 pedone del nero · f3 pedone del bianco · b2 cavallo del nero · c2 pedone del bianco · d2 torre del nero · h2 pedone del bianco | a8 donna del bianco · g8 cavallo del nero · g6 pedone del nero · h6 torre del nero · c5 alfiere del nero · f5 pedone del bianco · e4 cavallo del bianco · f4 cavallo del bianco · g4 alfiere del bianco · h4 re del nero · b3 re del bianco · d3 pedone del nero · f3 pedone del bianco · b2 cavallo del nero · c2 pedone del bianco · d2 torre del nero · h2 pedone del bianco | 5 |
| 4 | a8 donna del bianco · g8 cavallo del nero · g6 pedone del nero · h6 torre del nero · c5 alfiere del nero · f5 pedone del bianco · e4 cavallo del bianco · f4 cavallo del bianco · g4 alfiere del bianco · h4 re del nero · b3 re del bianco · d3 pedone del nero · f3 pedone del bianco · b2 cavallo del nero · c2 pedone del bianco · d2 torre del nero · h2 pedone del bianco | a8 donna del bianco · g8 cavallo del nero · g6 pedone del nero · h6 torre del nero · c5 alfiere del nero · f5 pedone del bianco · e4 cavallo del bianco · f4 cavallo del bianco · g4 alfiere del bianco · h4 re del nero · b3 re del bianco · d3 pedone del nero · f3 pedone del bianco · b2 cavallo del nero · c2 pedone del bianco · d2 torre del nero · h2 pedone del bianco | a8 donna del bianco · g8 cavallo del nero · g6 pedone del nero · h6 torre del nero · c5 alfiere del nero · f5 pedone del bianco · e4 cavallo del bianco · f4 cavallo del bianco · g4 alfiere del bianco · h4 re del nero · b3 re del bianco · d3 pedone del nero · f3 pedone del bianco · b2 cavallo del nero · c2 pedone del bianco · d2 torre del nero · h2 pedone del bianco | a8 donna del bianco · g8 cavallo del nero · g6 pedone del nero · h6 torre del nero · c5 alfiere del nero · f5 pedone del bianco · e4 cavallo del bianco · f4 cavallo del bianco · g4 alfiere del bianco · h4 re del nero · b3 re del bianco · d3 pedone del nero · f3 pedone del bianco · b2 cavallo del nero · c2 pedone del bianco · d2 torre del nero · h2 pedone del bianco | a8 donna del bianco · g8 cavallo del nero · g6 pedone del nero · h6 torre del nero · c5 alfiere del nero · f5 pedone del bianco · e4 cavallo del bianco · f4 cavallo del bianco · g4 alfiere del bianco · h4 re del nero · b3 re del bianco · d3 pedone del nero · f3 pedone del bianco · b2 cavallo del nero · c2 pedone del bianco · d2 torre del nero · h2 pedone del bianco | a8 donna del bianco · g8 cavallo del nero · g6 pedone del nero · h6 torre del nero · c5 alfiere del nero · f5 pedone del bianco · e4 cavallo del bianco · f4 cavallo del bianco · g4 alfiere del bianco · h4 re del nero · b3 re del bianco · d3 pedone del nero · f3 pedone del bianco · b2 cavallo del nero · c2 pedone del bianco · d2 torre del nero · h2 pedone del bianco | a8 donna del bianco · g8 cavallo del nero · g6 pedone del nero · h6 torre del nero · c5 alfiere del nero · f5 pedone del bianco · e4 cavallo del bianco · f4 cavallo del bianco · g4 alfiere del bianco · h4 re del nero · b3 re del bianco · d3 pedone del nero · f3 pedone del bianco · b2 cavallo del nero · c2 pedone del bianco · d2 torre del nero · h2 pedone del bianco | a8 donna del bianco · g8 cavallo del nero · g6 pedone del nero · h6 torre del nero · c5 alfiere del nero · f5 pedone del bianco · e4 cavallo del bianco · f4 cavallo del bianco · g4 alfiere del bianco · h4 re del nero · b3 re del bianco · d3 pedone del nero · f3 pedone del bianco · b2 cavallo del nero · c2 pedone del bianco · d2 torre del nero · h2 pedone del bianco | 4 |
| 3 | a8 donna del bianco · g8 cavallo del nero · g6 pedone del nero · h6 torre del nero · c5 alfiere del nero · f5 pedone del bianco · e4 cavallo del bianco · f4 cavallo del bianco · g4 alfiere del bianco · h4 re del nero · b3 re del bianco · d3 pedone del nero · f3 pedone del bianco · b2 cavallo del nero · c2 pedone del bianco · d2 torre del nero · h2 pedone del bianco | a8 donna del bianco · g8 cavallo del nero · g6 pedone del nero · h6 torre del nero · c5 alfiere del nero · f5 pedone del bianco · e4 cavallo del bianco · f4 cavallo del bianco · g4 alfiere del bianco · h4 re del nero · b3 re del bianco · d3 pedone del nero · f3 pedone del bianco · b2 cavallo del nero · c2 pedone del bianco · d2 torre del nero · h2 pedone del bianco | a8 donna del bianco · g8 cavallo del nero · g6 pedone del nero · h6 torre del nero · c5 alfiere del nero · f5 pedone del bianco · e4 cavallo del bianco · f4 cavallo del bianco · g4 alfiere del bianco · h4 re del nero · b3 re del bianco · d3 pedone del nero · f3 pedone del bianco · b2 cavallo del nero · c2 pedone del bianco · d2 torre del nero · h2 pedone del bianco | a8 donna del bianco · g8 cavallo del nero · g6 pedone del nero · h6 torre del nero · c5 alfiere del nero · f5 pedone del bianco · e4 cavallo del bianco · f4 cavallo del bianco · g4 alfiere del bianco · h4 re del nero · b3 re del bianco · d3 pedone del nero · f3 pedone del bianco · b2 cavallo del nero · c2 pedone del bianco · d2 torre del nero · h2 pedone del bianco | a8 donna del bianco · g8 cavallo del nero · g6 pedone del nero · h6 torre del nero · c5 alfiere del nero · f5 pedone del bianco · e4 cavallo del bianco · f4 cavallo del bianco · g4 alfiere del bianco · h4 re del nero · b3 re del bianco · d3 pedone del nero · f3 pedone del bianco · b2 cavallo del nero · c2 pedone del bianco · d2 torre del nero · h2 pedone del bianco | a8 donna del bianco · g8 cavallo del nero · g6 pedone del nero · h6 torre del nero · c5 alfiere del nero · f5 pedone del bianco · e4 cavallo del bianco · f4 cavallo del bianco · g4 alfiere del bianco · h4 re del nero · b3 re del bianco · d3 pedone del nero · f3 pedone del bianco · b2 cavallo del nero · c2 pedone del bianco · d2 torre del nero · h2 pedone del bianco | a8 donna del bianco · g8 cavallo del nero · g6 pedone del nero · h6 torre del nero · c5 alfiere del nero · f5 pedone del bianco · e4 cavallo del bianco · f4 cavallo del bianco · g4 alfiere del bianco · h4 re del nero · b3 re del bianco · d3 pedone del nero · f3 pedone del bianco · b2 cavallo del nero · c2 pedone del bianco · d2 torre del nero · h2 pedone del bianco | a8 donna del bianco · g8 cavallo del nero · g6 pedone del nero · h6 torre del nero · c5 alfiere del nero · f5 pedone del bianco · e4 cavallo del bianco · f4 cavallo del bianco · g4 alfiere del bianco · h4 re del nero · b3 re del bianco · d3 pedone del nero · f3 pedone del bianco · b2 cavallo del nero · c2 pedone del bianco · d2 torre del nero · h2 pedone del bianco | 3 |
| 2 | a8 donna del bianco · g8 cavallo del nero · g6 pedone del nero · h6 torre del nero · c5 alfiere del nero · f5 pedone del bianco · e4 cavallo del bianco · f4 cavallo del bianco · g4 alfiere del bianco · h4 re del nero · b3 re del bianco · d3 pedone del nero · f3 pedone del bianco · b2 cavallo del nero · c2 pedone del bianco · d2 torre del nero · h2 pedone del bianco | a8 donna del bianco · g8 cavallo del nero · g6 pedone del nero · h6 torre del nero · c5 alfiere del nero · f5 pedone del bianco · e4 cavallo del bianco · f4 cavallo del bianco · g4 alfiere del bianco · h4 re del nero · b3 re del bianco · d3 pedone del nero · f3 pedone del bianco · b2 cavallo del nero · c2 pedone del bianco · d2 torre del nero · h2 pedone del bianco | a8 donna del bianco · g8 cavallo del nero · g6 pedone del nero · h6 torre del nero · c5 alfiere del nero · f5 pedone del bianco · e4 cavallo del bianco · f4 cavallo del bianco · g4 alfiere del bianco · h4 re del nero · b3 re del bianco · d3 pedone del nero · f3 pedone del bianco · b2 cavallo del nero · c2 pedone del bianco · d2 torre del nero · h2 pedone del bianco | a8 donna del bianco · g8 cavallo del nero · g6 pedone del nero · h6 torre del nero · c5 alfiere del nero · f5 pedone del bianco · e4 cavallo del bianco · f4 cavallo del bianco · g4 alfiere del bianco · h4 re del nero · b3 re del bianco · d3 pedone del nero · f3 pedone del bianco · b2 cavallo del nero · c2 pedone del bianco · d2 torre del nero · h2 pedone del bianco | a8 donna del bianco · g8 cavallo del nero · g6 pedone del nero · h6 torre del nero · c5 alfiere del nero · f5 pedone del bianco · e4 cavallo del bianco · f4 cavallo del bianco · g4 alfiere del bianco · h4 re del nero · b3 re del bianco · d3 pedone del nero · f3 pedone del bianco · b2 cavallo del nero · c2 pedone del bianco · d2 torre del nero · h2 pedone del bianco | a8 donna del bianco · g8 cavallo del nero · g6 pedone del nero · h6 torre del nero · c5 alfiere del nero · f5 pedone del bianco · e4 cavallo del bianco · f4 cavallo del bianco · g4 alfiere del bianco · h4 re del nero · b3 re del bianco · d3 pedone del nero · f3 pedone del bianco · b2 cavallo del nero · c2 pedone del bianco · d2 torre del nero · h2 pedone del bianco | a8 donna del bianco · g8 cavallo del nero · g6 pedone del nero · h6 torre del nero · c5 alfiere del nero · f5 pedone del bianco · e4 cavallo del bianco · f4 cavallo del bianco · g4 alfiere del bianco · h4 re del nero · b3 re del bianco · d3 pedone del nero · f3 pedone del bianco · b2 cavallo del nero · c2 pedone del bianco · d2 torre del nero · h2 pedone del bianco | a8 donna del bianco · g8 cavallo del nero · g6 pedone del nero · h6 torre del nero · c5 alfiere del nero · f5 pedone del bianco · e4 cavallo del bianco · f4 cavallo del bianco · g4 alfiere del bianco · h4 re del nero · b3 re del bianco · d3 pedone del nero · f3 pedone del bianco · b2 cavallo del nero · c2 pedone del bianco · d2 torre del nero · h2 pedone del bianco | 2 |
| 1 | a8 donna del bianco · g8 cavallo del nero · g6 pedone del nero · h6 torre del nero · c5 alfiere del nero · f5 pedone del bianco · e4 cavallo del bianco · f4 cavallo del bianco · g4 alfiere del bianco · h4 re del nero · b3 re del bianco · d3 pedone del nero · f3 pedone del bianco · b2 cavallo del nero · c2 pedone del bianco · d2 torre del nero · h2 pedone del bianco | a8 donna del bianco · g8 cavallo del nero · g6 pedone del nero · h6 torre del nero · c5 alfiere del nero · f5 pedone del bianco · e4 cavallo del bianco · f4 cavallo del bianco · g4 alfiere del bianco · h4 re del nero · b3 re del bianco · d3 pedone del nero · f3 pedone del bianco · b2 cavallo del nero · c2 pedone del bianco · d2 torre del nero · h2 pedone del bianco | a8 donna del bianco · g8 cavallo del nero · g6 pedone del nero · h6 torre del nero · c5 alfiere del nero · f5 pedone del bianco · e4 cavallo del bianco · f4 cavallo del bianco · g4 alfiere del bianco · h4 re del nero · b3 re del bianco · d3 pedone del nero · f3 pedone del bianco · b2 cavallo del nero · c2 pedone del bianco · d2 torre del nero · h2 pedone del bianco | a8 donna del bianco · g8 cavallo del nero · g6 pedone del nero · h6 torre del nero · c5 alfiere del nero · f5 pedone del bianco · e4 cavallo del bianco · f4 cavallo del bianco · g4 alfiere del bianco · h4 re del nero · b3 re del bianco · d3 pedone del nero · f3 pedone del bianco · b2 cavallo del nero · c2 pedone del bianco · d2 torre del nero · h2 pedone del bianco | a8 donna del bianco · g8 cavallo del nero · g6 pedone del nero · h6 torre del nero · c5 alfiere del nero · f5 pedone del bianco · e4 cavallo del bianco · f4 cavallo del bianco · g4 alfiere del bianco · h4 re del nero · b3 re del bianco · d3 pedone del nero · f3 pedone del bianco · b2 cavallo del nero · c2 pedone del bianco · d2 torre del nero · h2 pedone del bianco | a8 donna del bianco · g8 cavallo del nero · g6 pedone del nero · h6 torre del nero · c5 alfiere del nero · f5 pedone del bianco · e4 cavallo del bianco · f4 cavallo del bianco · g4 alfiere del bianco · h4 re del nero · b3 re del bianco · d3 pedone del nero · f3 pedone del bianco · b2 cavallo del nero · c2 pedone del bianco · d2 torre del nero · h2 pedone del bianco | a8 donna del bianco · g8 cavallo del nero · g6 pedone del nero · h6 torre del nero · c5 alfiere del nero · f5 pedone del bianco · e4 cavallo del bianco · f4 cavallo del bianco · g4 alfiere del bianco · h4 re del nero · b3 re del bianco · d3 pedone del nero · f3 pedone del bianco · b2 cavallo del nero · c2 pedone del bianco · d2 torre del nero · h2 pedone del bianco | a8 donna del bianco · g8 cavallo del nero · g6 pedone del nero · h6 torre del nero · c5 alfiere del nero · f5 pedone del bianco · e4 cavallo del bianco · f4 cavallo del bianco · g4 alfiere del bianco · h4 re del nero · b3 re del bianco · d3 pedone del nero · f3 pedone del bianco · b2 cavallo del nero · c2 pedone del bianco · d2 torre del nero · h2 pedone del bianco | 1 |
|   | a | b | c | d | e | f | g | h |   |

Soluzione:
1. Da1!  (min.  2. De1+  Tf2  3. Cg2#)
1... Cd1  2. Dh8!  Txh8  3. Cxg6#